# International Petroleum Exchange
Pour les articles homonymes, voir IPE.
International Petroleum Exchange ou IPE, maintenant ICE Futures (depuis le 2005), est l'une des plus grandes bourses de contrats à terme et d'options énergétiques au monde. Basée à Londres, son produit phare, le Brent est la référence mondiale pour les prix du pétrole, mais la bourse gère également les contrats à terme et les options sur le fioul, le gaz naturel, l'électricité (charge de base et pointe), les contrats sur le charbon etc, depuis le  22 avril 2005, les quotas d'émission de carbone avec le European Climate Exchange (ECX).
L'IPE a été acquis par l'Intercontinental Exchange en 2001. Le 7 avril 2005, elle change pour ICE Futures et toutes les transactions ont été transférées sur une plateforme de négociation électronique. 

## Histoire
Jusqu'aux années 1970, le prix du pétrole était relativement stable, la production étant largement contrôlée par les plus grandes compagnies pétrolières. Au cours de cette décennie, deux chocs pétroliers ont entraîné une volatilité persistante des prix sur le marché; les marchés physiques à court terme ont évolué et le besoin de couverture est apparu.
Un groupe de sociétés d'énergie et de contrats à terme a fondé l'IPE en 1980 et le premier contrat, pour les contrats à terme sur le gazole, a été lancé l'année suivante. En juin 1988, l'IPE a lancé le Brent Crude futures.
Depuis sa création, les contrats à terme sur le pétrole et ces options ont été négociés dans des fosses sur le parquet en utilisant le système de tollé ouvert. Alors que les volumes d'affaires ont augmenté, l'IPE a déménagé plusieurs fois pour accueillir de nouveaux stands et plus de commerçants.
La Bourse a connu une croissance progressive, en glissement annuel pendant la majeure partie de son histoire. La complexité, mais aussi l'efficacité, ont augmenté à mesure que de nouveaux instruments de négociation tels que les swaps , les contrats à terme et les options ont été développés.

## Contrats
Depuis 1997, ICE Futures a élargi son offre de Brent Crude and Gas Oil pour inclure le gaz naturel (1997), l'électricité (2004) et les instruments financiers carbone ECX (2005). Ces extensions ont permis à ICE Futures d'offrir une gamme plus large de produits énergétiques. Des transactions plus avancées sont également désormais possibles, en raison des transactions multi-produits et multi-produits, ce qui élimine le recours à plusieurs marchés ou à un conseiller.